# 周洪 (演員)
周洪（英語：Hong Chau，1979年6月25日—）是一名美國女演員，以2017年電影《縮小人生》配角陳玉蘭而嶄露頭角，並憑此入圍多座女配角獎項，《綜藝》於2022年時稱周洪「近年來作品豐富」，並在電視劇《守護者》（2019年）和《歸國》（2018至2020年）中「大放異彩」。2022年，周洪憑藉《我的鯨魚老爸》中的看護一角獲得第95屆奧斯卡金像獎最佳女配角提名肯定。
周洪在《縮小人生》前出演了電視劇《忧愁河上桥》（2010至2013年）和電影《性本恶》（2014年）。2018年，她客串數部電視劇。2019年，她在迷你劇《守護者》飾演配角，並領銜電影《美國女子》和《心靈車道》。2020年，她主演電視劇《歸國》第二季，並在第一季配角演出。2022年，周洪出演《開展在即》、《我的鯨魚老爸》和《五星饗魘》。
周洪的父母是越南人，1970年代末逃離越南後住在泰國難民營。路易斯安那州新奥尔良的天主教教會贊助周洪一家人移居美國。她在新奥尔良長大，就讀波士頓大學電影系後從事演藝事業。

## 早年生活
周洪出生前，父母和兩個哥哥住在越南。1979年，一家人與越南船民逃離祖國，而母親當時已懷胎6個月。逃跑過程中，周洪的父親中彈，差點失血過多而死。周洪於當年的6月25日出生在泰國難民營。美國路易斯安那州新奥尔良的越南天主教教會安排當地的越南家庭資助她一家人。周洪成長時的母語為越南語，後來在學校學習英語。她和家人住在政府房屋，並以補貼午餐計劃度日。
周洪在新奥尔良東部長大，就讀埃莉諾·麥克梅恩中學和班傑明·富蘭克林高中，並在路易斯安那州纳基托什的路易斯安那州數學、科學和藝術學院完成學業。父母從事體力勞動，好讓兒女可以上大學。周洪稱父母持濃厚的越南口音，所以被視為亞洲移民而遭到排斥，並表示：「我的一生中經常覺得自己比父母更容易被人接受，他們總是不得不退到背景，或躲進掃把櫃」。
周洪拿著裴爾助學金就讀麻省波士頓的波士頓大學，起初她修創意寫作，但父母希望她讀更務實的東西後轉系去電影研究，並想用表演來讓自己沒那麼內向。她出演其他學生的短片，並受到鼓勵後去追求演藝事業。周洪大學畢業後在公共广播电视公司找到工作，並期待投身進紀錄片。周洪開始參加演講課程來克服內向，同時也去上即興課程，她在那裏遇到電視情景喜劇導演，他鼓勵其搬到洛杉磯，後來也取得聯繫。周洪最後搬到洛杉磯去追尋演戲機會。

## 演藝事業

### 早年作品和《縮小人生》的突破演出（2006至2017年）
周洪於2006年出現在影視作品。她首個主要角色是紐奧良為背景的電視劇《忧愁河上桥》（2010至2013年），而長片處女作為2014年電影《性本恶》，但之後的兩年她沒有收到任何電影角色的試鏡。2015年，她在外百老匯話劇《約翰》飾演關鍵角色，並認為這段經歷加強了自己的演技。周洪還在2017年電視劇首季飾演配角。她接著出演2017年電影《縮小人生》，其演技被評論界稱為十分突出，並入圍多座女配角獎項。部分影評人因周洪飾演的陳玉蘭說著一口破英語而批評過於刻板，但她認為這個角色「非常多面、複雜且寫得很好」。

### 持續成功和主角（2018至2020年）
《縮小人生》之後，周洪於2018年客串電視劇《马男波杰克》和《珍愛永遠》，並在電視劇《歸國》飾演配角公司秘書。《鈴聲》的艾莉森·赫爾曼（Alison Herman）稱換個演員可能會努力在電視劇中積累更多常駐角色，並表示：「周洪在電視黃金時期選擇較精明的事情：在部分廣受好評的電視劇擔任精選的客串角色……周洪受益於這些節目的聲望，而這些節目受益於周洪的才華」。2019年，《好萊塢報導》的瑞贝卡·孫（Rebecca Sun）表示自《縮小人生》後，「周洪出現在一系列廣受讚譽的作品」。
周洪主演2019年的影展電影《心靈車道》和《美國女子》。對於《心靈車道》，周洪很熟悉導演安德鲁·安之前的電影，所以當安聯繫她出演角色時，認出了他的名字，並欣然接受邀請。同樣於2019年，周洪在迷你劇《守護者》飾演億萬富翁趙夫人，《好萊塢報導》劇評人蒂姆·古德曼（Tim Goodman）稱她的演技「非凡且令人難忘」。《心靈車道》於2020年以隨選視訊形式發行後，《滾石》的瑪麗亞·豐圖拉（Maria Fontoura）認為周洪的角色有種「冷靜的堅韌」，並表示「無論她扮演神秘的巨頭、守口如瓶的秘書或悲傷的單身母親，這位女演員都是堅定、聪明灵巧且看似強大」。
2020年5月，周洪在《歸國》扮演更大的角色，從秘書轉變成該劇公司的負責人。《今夜娛樂》的斯泰西·蘭貝（Stacy Lambe）稱周洪「這些年來已蛻變成搶鏡的演員」，認為「她大多數作品最顯著的是演員為各種有色人種，並以意想不到的方式閃閃發光」，並點名《忧愁河上桥》、《守護者》和《歸國》。雖然周洪在2020年電影《阿特米斯奇幻歷險》飾演小角色烏帕爾·卡維，但在最終版被剪掉，就算有用角色聲音，但她並未冠名，而刪除片段在Disney+可見。

### 2021年至今
由於2019冠狀病毒病美國疫情，周洪於2020年都處於封鎖狀態，並誕下女兒。2021年，她出演《我的鯨魚老爸》、《開展在即》、《五星饗魘》和《小行星城》。對於《我的鯨魚老爸》，她獲導演戴倫·艾洛諾夫斯基邀請試鏡角色。對於《五星饗魘》，周洪是電視劇《继承之战》的粉絲，並想與曾執導該劇十幾集的馬克·梅羅德合作，還想跟演員合作。
《開展在即》於2022年5月在第75屆坎城影展首映，《我的鯨魚老爸》於9月在第79屆威尼斯影展首映，而《五星饗魘》在第47屆多倫多國際影展首映。當《我的鯨魚老爸》於2022年12月在影院取得票房成功，《洛杉磯時報》寫道：「……她會因這部電影打響奧斯卡警鐘」。
周洪將客串於2023年1月首播的電視劇《扑克脸》。她還會出演2023年6月首映的《小行星城》和Netflix政治陰謀驚悚劇《暗夜情報員》。2022年10月，她加入電影《善良的種類》的演出。

## 個人生活
周洪住在加州洛杉磯。2020年5月，她養了隻羅威那澳洲牧羊混血犬。
2020年11月，周洪產下一女。

## 影視作品

### 電影
| 年份 | 電影名               | 角色             | 註釋                         |
| ---- | -------------------- | ---------------- | ---------------------------- |
| 2014 | 《性本恶》           | 翡翠             |                              |
| 2017 | 《縮小人生》         | 陳玉蘭           |                              |
| 2018 | 《》                 | 葛洛             |                              |
| 2019 | 《心靈車道》         | 凱西             |                              |
| 2019 | 《美國女子》         | 珍妮·島田        |                              |
| 2020 | 《阿特米斯奇幻歷險》 | 烏帕爾·卡維      | 未冠名的配音；在刪除片段可見 |
| 2022 | 《開展在即》         | 喬·陳            |                              |
| 2022 | 《我的鯨魚老爸》     | 麗茲             |                              |
| 2022 | 《五星饗魘》         | 艾莎             |                              |
| 2023 | 《小行星城》         | Polly Green      |                              |
| 2024 | 《憐憫的種類》       | 莎拉／莎朗／艾卡 |                              |
| 2024 | 《鬧事之徒》         | 唐娜·李維拉醫生  |                              |

### 電視劇
| 年份      | 劇名                 | 角色                          | 註釋                 |
| --------- | -------------------- | ----------------------------- | -------------------- |
| 2006      | 《尋找我的美國》     | 敏                            | 〈公路旅行開始〉一集 |
| 2008      | 《》                 | 亞洲女按摩師                  | 〈愛國者手腕〉一集   |
| 2010      | 《老爸老妈的浪漫史》 | 普廚師                        | 〈完美的一周〉一集   |
| 2010      | 《战壕》             | 魏颖軍士                      | 主角（10集）         |
| 2010      | 《重返犯罪現場》     | 聯邦調查局實驗室技術員莫莉·蔡 | 〈司法權〉一集       |
| 2010      | 《我家的男孩们》     | 奧黛麗                        | 〈陰蒂和屁股〉一集   |
| 2010      | 《疯狂老爸箴言录》   | DJ                            | 〈代碼編輯〉一集     |
| 2011-2013 | 《忧愁河上桥》       | 琳                            | 13集                 |
| 2012      | 《CSI犯罪現場》      | 朱莉·布蘭奇                   | 〈柳女士的獨白〉一集 |
| 2012      | 《查莉成长日记》     | 特蕾莎                        | 〈歡迎回家〉一集     |
| 2014-2015 | 《》                 | 蘿拉                          | 主演（13集）         |
| 2017      | 《》                 | 潔姬                          | 6集                  |
| 2017      | 《特工老爹》         | 韓國間諜（配音）              | 〈諾瑪爾賭場〉一集   |
| 2018      | 《马男波杰克》       | 大量醃黃瓜（配音）            | 5集                  |
| 2018      | 《珍愛永遠》         | 莎拉                          | 〈〉一集             |
| 2018-2020 | 《歸國》             | 奧黛麗·坦普爾                 | 主演（11集）         |
| 2019      | 《守護者》           | 趙夫人                        | 主演（4集）          |
| 2023      | 《撲克臉》           | 瑪吉                          | 客串                 |
| 2023      | 《暗夜情報員》       | 黛安·法爾                     | 主演（10集）         |

### 舞台劇
| 年份 | 劇名     | 角色 | 註釋     |
| ---- | -------- | ---- | -------- |
| 2015 | 《約翰》 | 珍妮 | 外百老匯 |

## 榮譽
周洪以2017年電影《縮小人生》的演出入圍金球獎最佳電影女配角和美國演員工會獎最佳女配角等獎項。她也被認為是第90屆奧斯卡金像獎最佳女配角的熱門人選，但最終並未獲得提名。《今日美國》的安德里亞·曼德爾（Andrea Mandell）表示：「周洪被冷落了……（就算）她有著飾演越南難民的實力，所有人還是認為提名已經鎖定」。
| 年份   | 電影             | 獎項                                | 典禮   | 結果 | 參考   |
| ------ | ---------------- | ----------------------------------- | ------ | ---- | ------ |
| 2014   | 《性本恶》       | 獨立精神羅伯特·奧特曼獎             | 第30屆 | 獲獎 | [ 43 ] |
| 2017   | 《縮小人生》     | 評論家選擇電影獎最佳女配角          | 第23屆 | 提名 | [ 44 ] |
| 2017   | 《縮小人生》     | 佛羅里達影評人協會獎最佳女配角      | 第22屆 | 提名 | [ 45 ] |
| 2017   | 《縮小人生》     | 金球獎最佳電影女配角                | 第75屆 | 提名 | [ 46 ] |
| 2017   | 《縮小人生》     | 聖巴巴拉國際影展大師獎              | 2018年 | 榮譽 | [ 47 ] |
| 2017   | 《縮小人生》     | 美国演员工会奖最佳女配角            | 第24屆 | 提名 | [ 48 ] |
| 2017   | 《縮小人生》     | 圣路易斯影评人协会奖最佳女配角      | 第14届 | 提名 | [ 49 ] |
| 2019   | 《心靈車道》     | 獨立精神獎最佳女主角                | 第35屆 | 提名 | [ 50 ] |
| 2020   |                  | Cinequest影展特立獨行精神獎         | 第30屆 | 榮譽 | [ 52 ] |
| 2022   | 《我的鯨魚老爸》 | 哥譚獨立電影獎最佳配角演出          | 第32屆 | 提名 | [ 53 ] |
| 2022   | 《我的鯨魚老爸》 | 拉斯維加斯影評人協會獎最佳女配角    | 第26屆 | 提名 | [ 54 ] |
| 2022   | 《我的鯨魚老爸》 | 紐約線上影評人協會獎最佳女配角      | 第23屆 | 獲獎 | [ 55 ] |
| 2022   | 《我的鯨魚老爸》 | 芝加哥影評人協會獎最佳女配角        | 第35屆 | 提名 | [ 56 ] |
| 2022   | 《我的鯨魚老爸》 | 達拉斯—沃斯堡影評人協會獎最佳女配角 | 第29屆 | 亚军 | [ 57 ] |
| 2022   | 《我的鯨魚老爸》 | 印第安納電影記者協會獎最佳配角演出  | 2022年 | 提名 | [ 58 ] |
| 2023年 | 《我的鯨魚老爸》 | 女性電影記者聯盟艾達獎最佳女配角    | 2023年 | 提名 | [ 59 ] |
| 2023年 | 《我的鯨魚老爸》 | 倫敦影評人協會獎最佳女配角          | 第43屆 | 提名 | [ 60 ] |
| 2023年 | 《我的鯨魚老爸》 | 英國電影學院獎最佳女配角            | 第76屆 | 提名 | [ 61 ] |
| 2023年 | 《我的鯨魚老爸》 | 道林電影獎最佳電影配角演出          | 第14屆 | 提名 | [ 62 ] |
| 2023年 | 《我的鯨魚老爸》 | 荷里活影評人協會獎最佳女配角        | 第6屆  | 提名 | [ 63 ] |
| 2023年 | 《我的鯨魚老爸》 | 美國演員工會獎最佳女配角            | 第29屆 | 提名 | [ 64 ] |
| 2023年 | 《我的鯨魚老爸》 | 奧斯卡最佳女配角獎                  | 第95屆 | 提名 | [ 65 ] |

## 外部連結
- 周洪在互联网电影资料库（IMDb）上的資料（英文）
- 周洪在Enjoy movie上的電影作品列表 （页面存档备份，存于）